# Joan Isaac
Joan Isaac es el nombre artístico de Joan Vilaplana i Comín (Esplugas de Llobregat, Barcelona, 17 de septiembre de 1953), cantautor, poeta y músico español en lengua catalana.

## Biografía artística
Nace en 1953. Pasa su infancia y adolescencia en Esplugas de Llobregat y a partir de 1974 se instala en la ciudad de Barcelona, donde estudia la carrera de Farmacia. Entre 1969 y 1972 forma parte del grupo musical Nosaltres, siendo segundo clasificado detrás de Ramon Muntaner en el II Certamen Promoció de Noves Veus de la Cova del Drac de Barcelona, pequeño local donde se encontraba el núcleo impulsor de la canción en catalán en aquellos momentos. El certamen se realizaba a iniciativa de la discográfica Concèntric. En 1973 se independiza del grupo, iniciando su carrera musical en solitario bajo el nombre artístico de 'Joan Isaac.
La producción artística de Joan Isaac se ve influenciada en sus primeros momentos por grandes poetas en lengua catalana: Joan Salvat-Papasseit, Josep Carner, Miquel Martí i Pol y Jaume Vidal Alcover, y posteriormente por poetas franceses como Paul Verlaine, Arthur Rimbaud y Louis Aragon. Algunas de sus primeras grabaciones incluyen poemas de estos autores. Josep Maria Espinàs y Joan Ollé apoyan y asesoran literariamente al artista en sus comienzos. También adquiere importancia en su obra artística la experiencia de actuar en Lisboa, a mediados de los años 70, poco después de la revolución de los claveles, al lado de José Afonso y otros artistas portugueses.
Todas las manifestaciones culturales relacionadas con la música estaban muy politizadas en ese período, sin embargo, aunque algunas de sus canciones tenían bastante contenido político, Joan Isaac se decantaba más por la poesía, caracterizándose además, por escribir siempre de manera autobiográfica, intentando proyectar hechos y sentimientos universales desde su realidad íntima y personal, característica que en sus inicios lo diferenció en cierta medida del resto de artistas de su generación. 
Su producción discográfica se inicia en 1974-75, cuando Edigsa publica sus primeras canciones en dos singles, uno donde se incluyen las canciones I som tu i jo y Requiem y otro segundo que contiene Ai amic y Però no em robareu la força. En 1975, aparece publicado su primer LP también en Edigsa: És tard, con arreglos de Manel Camp. Este disco coincide en el año de publicación con el de otros autores jóvenes: Marina Rossell y Ramon Muntaner, lo que da lugar al nacimiento de una nueva generación de creadores, que siguiendo los pasos de Els Setze Jutges le da un nuevo aire a la Nova Cançó.
En 1977 se publica su segundo LP, Viure, en el sello Ariola, que incluye una traducción de los textos realizada por José Manuel Caballero Bonald. En este trabajo es donde aparece publicada por primera vez la más emblemática de las canciones de Joan Isaac: A Margalida, que se ha convertido en una canción popular en Cataluña y ha llegado a ser todo un himno contra la pena de muerte, por estar inspirada en la ejecución en 1974, en la cárcel Modelo de Barcelona del joven anarquista catalán Salvador Puig Antich. Su tercer LP, Barcelona, Ciutat Gris, aparece publicado en 1980, también por Ariola. Es en este trabajo donde se puede observar claramente su atracción por la canción francesa, dedicándole un tema a Jacques Brel Amic Jacques e incluyendo una adaptación de El Desertor de Boris Vian. En este disco colabora Francesc Pi de la Serra.
Su siguiente trabajo no aparece hasta cuatro años después, se publica con la compañía Philips, se titula Inesperat y en él colaboran Luis Eduardo Aute y Olga Román. Con este disco Joan Isaac desaparece de la escena musical por decisión propia, dadas las circunstancias y el desinterés de la industria discográfica por la canción de autor en catalán y por la falta de apoyo tanto social como de las instituciones culturales. Catorce años después, Joan Isaac retoma su carrera artística, ya que, aunque alejado de los escenarios no abandona la composición y así en 1998 publica Planeta Silenci, con Stres Music, con arreglos de Manel Camp y Joan Garrobé, y que presenta en L'Espai de Barcelona. Se incluyen en este trabajo ocho canciones inéditas y recupera ocho de sus canciones clásicas, entre ellas A Margalida. Este disco es valorado por la revista Enderrock como el mejor disco de canción en catalán de ese año.
A este trabajo le sigue la publicación en 2000 del CD De vacances, donde todos los temas incluidos son propios, tanto las letras como las músicas, con producción musical de Manel Camp y donde se registra una de sus más bellas composiciones Gràcies vida, gràcies. Es en ese año 2000, cuando participa como artista invitado, por primera vez, en el  de San Remo, fundado en 1972 en homenaje al cantautor italiano Luigi Tenco, y que representa una de las señas emblemáticas de la canción de autor en Italia y en Europa.
En 2002 con el sello Discmedi publica Joies robades, una obra formada por grandes canciones de importantes autores y que son recuperadas y adaptadas al catalán por Joan Isaac, tiene la particularidad de que involucra a algunos de los autores, que lo acompañan en catalán, entre ellos Silvio Rodríguez, Luis Eduardo Aute, Alejandro Filio, Joan Manuel Serrat y los italianos Roberto Vecchioni y Mauro Pagani.
En 2004, también con Discmedi publica una obra para celebrar sus cincuenta años, 35 de los cuales dedicados a la música. La obra se titula Només han passat cinquanta anys y es presentada y grabada en directo en el Teatre Nacional de Catalunya con la colaboración de Maria del Mar Bonet, Manel Camp, Jordi Vilaprinyó, Moncho, Roberto Vecchioni y Mauro Pagani entre otros artistas. En este disco se incluye un homenaje a la canción italiana y a uno de sus grandes artistas: Paolo Conte, con la canción Azzurro.
En 2006 Joan Isaac edita el disco De profundis, inspirado en la obra homónima de Oscar Wilde, coincidiendo ambas obras en la búsqueda interior del ser humano. Los textos aparecen traducidos al castellano por José Manuel García Gil, poeta y escritor de Cádiz, director de la revista de Literatura y Pensamiento. Joan Isaac fue galardonado por la  en la IX Edición de los Premios de la Música que tuvo lugar en 2005, con la concesión del premio a la mejor canción en catalán, titulada El pare ( El padre) y escrita para ser interpretada por el cantante Dyango.
En 2006 en Caracas y en 2007 en el Festival Barnasants de Barcelona, Joan Isaac unió su voz a la del cantautor venezolano Henry Martínez, en un espectáculo llamado Entremares, que representa un puente entre culturas, la unión de dos mares, el Mediterráneo y el Caribe, mediante las canciones y la poesía. En Entremares les acompaña una de las voces más importantes de la canción venezolana Cecilia Todd y los pianos de Manel Camp y Otmaro Ruíz.
En 2006 graba una versión de la canción La tieta de Joan Manuel Serrat que se incluye en el doble CD Per al meu amic Serrat (Discmedi) y en 2007 canta Vida en el homenaje discográfico a Lluís Llach, de título Homenatge a Lluís Llach. Si véns amb mi (Picap), y se editan dos discos, un recopilatorio de título Bàsic, y el disco Duets, una selección de dúos con grandes figuras de la canción de autor, incluyendo algunos inéditos.
En enero de 2008 se edita su disco La vida al sol, que presenta en el Auditori de Barcelona el 18 de enero de 2008, once nuevos temas y una adaptación en catalán de la canción Et moi dans mon coin de Charles Aznavour, la producción musical del disco fue de Enric Colomer, Josep Traver, Eros Cristiani y Joan Isaac. En julio de 2009 se edita su disco Auteclàssic, en el que Joan Isaac adapta en lengua catalana temas del cantautor Luis Eduardo Aute con la colaboración del autor en algunos temas, con letras adaptadas al catalán por Joan Isaac y Miquel Pujadó. El disco es presentado en el Festival de Peralada en agosto de 2009.
En junio de 2011 se publica su disco Em declaro innocent con trece nuevos temas intimistas, además la discográfica Picap edita por primera vez en disco compacto su LP de 1975 És tard, añadiendo sus cuatro primeras canciones editadas en los sencillos «I som tu i jo», «Rèquiem», «Però no em robareu la força» y «Ai amic». En junio de 2012 se publica su disco doble Piano, piano, en el que repasa su trayectoria artística en veinte temas a piano y voz, interpretados junto a diez pianistas que han colaborado con Joan Isaac durante su carrera. Coincidiendo con su 60 aniversario en 2013 se presenta el libro Joan Isaac: Bandera negra al cor (Editorial Milenio) del escritor gaditano Luis García Gil, un estudiado repaso de su trayectoria artística y de su obra.
En los años siguientes, Joan Isaac incrementó considerablemente el ritmo de su producción artística publicando varios discos, con adaptaciones en catalán como en el disco Joies italianes i altres meravelles (2015) o como el tributo en catalán a Silvio Rodríguez en su Cita amb àngels junto a Sílvia Comes (2019); o con temas propios como en Manual d'amor (2017) o en L'estació del somnis (2020). También se implicó activamente en discos colectivos como  Cançons d'amor i anarquia en directe al BarnaSants (2014) o Cançons de les revoltes del 68 (2018). En 2021 publica el libro-disco 7 pecats capitals (7 pecados capitales), que presentó en directo junto a la actriz Carme Sansa, dentro de la programación del Festival Barnasants.
En 2023 cumple 50 años de carrera y 70 de vida, para celebrarlo publica su nuevo disco Tinc una casa al mar, además publica su discografía completa en una Integral y un concierto el 28 de noviembre en el Palau de la Música Catalana de Barcelona con algunos invitados.  A finales de 2024 se publica el disco que refleja ese concierto: Joan Isaac al Palau.

## Discografía[20]
- Requiem (Edigsa, 1974)
- Pero no em robareu la força (Edigsa, 1975)
- És tard (Edigsa, 1975). Reeditado en 2011 por Picap junto a las 4 canciones de sus dos primeros singles.
- Viure (Ariola, 1977)
- Barcelona Ciutat Gris (Ariola, 1980)
- Inesperat (Philips, 1984)
- Planeta Silenci (Stres Music, 1998)
- De Vacances (Stres Music, 2000)
- Joies Robades (Discmedi, 2002)
- Només han passat cinquanta anys(Discmedi, 2004)
- De Profundis (Discmedi, 2006)
- Bàsic (Discmedi, 2007)
- Duets (Discmedi, 2007)
- La vida al sol (Discmedi, 2008)
- Auteclàssic (con Luis Eduardo Aute, Sony Music, 2009)
- Em declaro innocent (Discmedi-Blau, 2011)
- Piano, piano (Discmedi-Blau, 2012)
- Joies italianes i altres meravelles (2015)
- Manual d'amor (2017)
- Cita amb àngels. Tribut a Silvio Rodríguez con Sílvia Comes (2019)
- L'estació dels somnis (2020)
- 7 pecats capitals (libro-disco, 2021)
- Tinc una casa al mar (2023)
- Dragonera (disco inédito dentro de su Integral, 2023)
- Directe a l'Ecuador (disco inédito dentro de su Integral, 2023)
- Barcelona, ciutat grisa (en su Integral, regrabación del disco original, 2023)
- Joan Isaac al Palau (2024)

### Colectivos
- Acústic ACIC [1999]
- Les cançons de temps era temps [2000]
- Lettere Celesti [2001]
- Ernesto Che Guevara [2001]
- Canzoni per te [2002]
- Canto por el cambio [2004]
- Acústic ACIC 2003 [2004]
- Per al meu amic Serrat [2006]
- Si véns amb mi. Homenatge a Lluís Llach [2007]
- Cant del Barça. El cant dels campions [2007]
- Ernesto Che Guevara, comandante [2007]
- Quelle piccole cose - Pan Brumisti [2008]
- Bardóci [2008]
- Le cose di Amilcare  [2012]
- Concert per la llibertat [2013]
- Cançons d'amor i anarquia en directe al BarnaSants (Joan Isaac) [2014]
- Storie e amori d'anarchie [2014]
- A Joan Baptista Humet [2016]
- Scarpette rosa [2016]
- Un pèl nou, un pèl antic. Tribut a Pere Tàpias [2017]
- Cançons de les revoltes del 68 (Joan Isaac) [2018]
- Cançó de carrer. Cantem Ramon Muntaner [2019]
- Cuba va! Cançons per a una Revolució [2020]